# 田森村
田森村（たもりそん）は、広島県比婆郡にあった村。現在の庄原市の一部にあたる。

## 地理
粟田川流域と東城川左岸に位置していた。

## 歴史
- 1889年（明治22年）4月1日、町村制の施行により、奴可郡粟田村、竹森村が合併して村制施行し、田森村が発足[1][2]。旧村名を継承した粟田、竹森の2大字を編成[2]。
- 1898年（明治31年）10月1日、郡の統合により比婆郡に所属[1][2]。
- 1955年（昭和30年）4月1日、比婆郡東城町・小奴可村・八幡村・久代村・帝釈村、神石郡新坂村（一部）と合併し、東城町が存続して廃止された[1][2]。

### 地名の由来
合併村名の各一文字を組み合わせたもの。

## 産業
- 農業、畜産、製鉄[2]

### 鉱山
- 朝日鉱山（明治期操業、硫化鉄産出、粟田日の迫山）[2]

## 交通

### 県道
- 油野東城線[2]

### 乗合バス
- 1933年（昭和8年）頃、小奴可～粟田～東城間に定期乗合バス運行[2]。

## 教育
- 1913年（大正2年）粟田小学校に高等科設置[2]。
- 1947年（昭和22年）田森中学校開校[2]。

## 名所・旧跡
- 川鳥八幡神社[2]